# Beavatás
Beavatás – czwarty studyjny solowy album Ákosa, wydany w 1997 roku na MC i CD nakładem wytwórni BMG. Album został wznowiony w 2005 roku na CD przez Warner-Magneoton.
Album zajął pierwsze miejsce na węgierskiej liście przebojów.

## Lista utworów
1. „Beavatás” (4:50)
2. „Minden, ami szép volt” (3:47)
3. „Táncolj tűzön át” (4:49)
4. „Get Down” (4:43)
5. „Nem” (4:19)
6. „Titok” (5:02)
7. „A sámán szól” (4:14)
8. „Ilyenek voltunk” (4:06)
9. „Minden nap” (4:47)
10. „Mum’s Dying” (5:10)
11. „Csak a szerelmen át” (4:33)
12. „Azért vagy itt” (3:30)
13. „Gyönyörű madár” (2:05)

## Wykonawcy
- Ákos Kovács – wokal, gitara, instrumenty klawiszowe
- Gábor Madarász – gitara
- Orsi Tunyogi – gitara
- Péter Háry – gitara bezprogowa, Chapman stick
- Tibor Fekete – instrumenty klawiszowe, gitara bezprogowa
- Péter Dorozsmai – instrumenty klawiszowe, instrumenty perkusyjne
- Gábor Varga – instrumenty klawiszowe
- Gábor Lepés – instrumenty klawiszowe
- Ibrahim – instrumenty perkusyjne
- Eddie Barnes – instrumenty smyczkowe
- Miklós Martos – instrumenty smyczkowe
- Methven Hill – instrumenty smyczkowe
- Jamie Winchester – wokal wspierający